# Tord Grip
Tord Erland Grip (Ytterhogdal, 13 gennaio 1938) è un ex calciatore, allenatore di calcio e dirigente sportivo svedese, di ruolo centrocampista.

## Carriera

### Giocatore

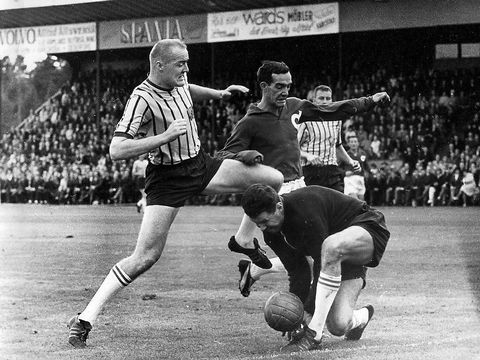
Grip (a destra) in un contrasto con Hans Mild.

Tord Grip ha iniziato la sua carriera calcistica come centrocampista della squadra del suo paese di nascita, ovvero lo Ytterhogdal, per poi debuttare nell'Allsvenskan con le maglie di Degerfors ed AIK, e nello stesso periodo Grip completò gli studi per la laurea in scienze motorie.
Ha collezionato 3 presenze ed un goal nella Nazionale svedese tra il 1963 ed il 1967.

### Allenatore

#### Club
Tra il 1969 ed il 1973 ricopre il ruolo di allenatore-giocatore nel KB Karlskoga, e da allora ha guidato diversi altri club svedesi, svizzeri ed italiani. In Svizzera ha guidato in due periodi differenti lo Young Boys, mentre in Italia, dopo una parentesi sulla panchina del Campobasso nel 1986 in veste di direttore tecnico insieme a Pietro Fontana, Grip ha assunto dal 1998 al 5 aprile 2001 l'incarico di collaboratore tecnico nello staff di Sven-Göran Eriksson, all'epoca allenatore della Lazio; i due si conoscevano già dai tempi del KB Karlskoga per poi ritrovarsi al Degerfors, quando proprio Eriksson era stato per un anno il vice di Grip.
Il 6 luglio 2007 entra a far parte del Manchester City di Eriksson, avventura che durerà per una sola stagione 2 giugno 2008.

#### Nazionale
Grip, a livello di nazionali, è stato C.T. della Nazionale Under 21 svedese, della Nazionale maggiore norvegese e della Nazionale maggiore indonesiana.
È stato anche vice-allenatore della Nazionale maggiore svedese in due diversi periodi.
Quando Sven-Göran Eriksson è stato scelto come tecnico della Nazionale inglese il 4 maggio 2001, questi chiamò al suo fianco il fedele Grip, che affiancò il CT fino a fine incarico, ovvero il 30 giugno 2006.
Successivamente, sempre in coppia con il tecnico Eriksson, ha vissuto esperienze con le nazionali maggiori Messico dal 3 giugno 2008 al 2 aprile 2009 e Costa d'Avorio, dal 27 marzo 2008 al 2 agosto 2010.

### Dirigente sportivo
Il 1º novembre 2006 Grip è stato nominato consigliere speciale dal club svedese del Djurgårdens IF fino al 30 giugno 2007.
Il 22 luglio 2009, insieme a Sven-Göran Eriksson, con quest'ultimo direttore generale, ha assunto la carica di direttore sportivo del Notts County. Si dimette insieme a Sven-Göran Eriksson il 12 febbraio 2010.

## Palmarès

### Allenatore

#### Competizioni nazionali
- Svenska Cupen: 1

Malmö FF: 1983-1984